# Арефьев, Михаил Иванович
Михаи́л Ива́нович Аре́фьев (4 (16) января 1864 — не ранее 1922) — тверской городской голова в 1909—1915 годах, член IV Государственной думы от Тверской губернии.

## Биография
Сын тверского мещанина. Домовладелец города Твери.
Окончил Тверскую гимназию в 1884 году и юридический факультет Московского университета с дипломом 1-й степени в 1890 году.
По окончании университета в 1890 году состоял кандидатом на судебные должности при Тверском окружном суде, затем перешёл в адвокатуру и был зачислен помощником присяжного поверенного. Одновременно с этим состоял преподавателем истории и географии в Тверском епархиальном женском училище и преподавателем законоведения в классической гимназии и реальном училище. В 1905 году был принят в число присяжных поверенных округа Московской судебной палаты. В 1907 году был избран секретарем Тверской городской думы, а в 1909 году — тверским городским головой, в каковой должности состоял до 1915 года.
В 1907 году избран секретарем Тверской городской думы. В 1910—1915 годах тверской городской голова, член губернского попечительства детских приютов и Тверского управления Российского общества Красного Креста, попечитель Аваевской богадельни, товарищ председателя общества вспомоществования учащимся в городских и земских школах Твери, надворный советник.
В 1912 году был избран членом Государственной думы от 1-го съезда городских избирателей Тверской губернии. Входил во фракцию октябристов, после её раскола — в группу земцев-октябристов и Прогрессивный блок. Состоял председателем комиссии по городским делам (со 2 декабря 1916 года), а также членом комиссий: по делам православной церкви, по судебным реформам, финансовой, по направлению законодательных предположений и бюджетной.
Во время Февральской революции, с 28 февраля 1917 года состоял комиссаром Временного комитета Государственной думы в Министерстве внутренних дел. В апреле 1917 года участвовал в работе Совещания по реформе местного управления и самоуправления, образованного при МВД. Был членом Особого совещания для изготовления проекта Положения о выборах в Учредительное собрание (от левых октябристов).
6 августа 1917 года избран членом Поместного собора Православной церкви от Государственной думы на место отказавшегося Н. А. Хомякова.
С декабря 1917 г. заместитель членов Высшего Церковного Совета.
В 1922 г. бухгалтер в Петрограде, жил на ул. Ямская (д. 2) с женой Зинаидой Фёдоровной и тремя дочерьми. Дальнейшая судьба неизвестна.